# Distintivos de grado de Gendarmería de Chile
Los distintivos de grado de Gendarmería de Chile son los emblemas oficiales que utilizan los integrantes de la policía judicial de Chile.
Gendarmería de Chile es una institución uniformada, jerarquizada, obediente y armada, hunde profundamente sus raíces en el Ejército de Chile, institución de la cual nació. Su nombre como institución por otra parte es un nombre francés que hace referencia a gente armada o un grupo militarizado, esto hace que la gran mayoría de su simbología y grados coincidan con los de las demás Fuerzas Armadas.
Los grados jerárquicos en esta institución se dividen en tres niveles, en donde los de la planta I corresponden a oficiales penitenciarios, los de la planta II a los suboficiales y gendarmes, y la planta III al personal no uniformado. Los grados conforme al estatuto de personal de Gendarmería de Chile son los siguientes.

## Planta I de Oficiales Penitenciarios

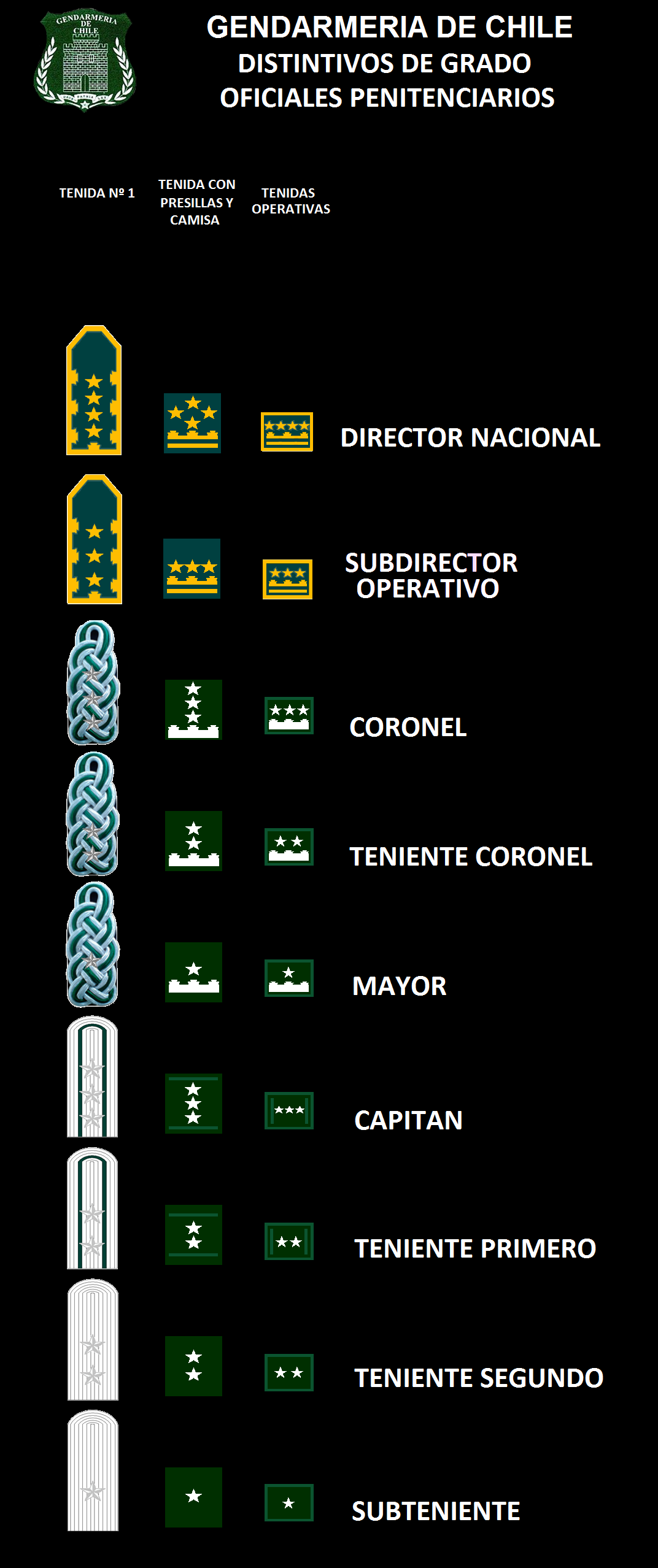
Distintivos de grados de los Oficiales Penitenciarios.

Corresponde a los funcionarios que han cursado y aprobado la malla curricular impartida por la Escuela de Oficiales de Gendarmería para la carrera de oficial penitenciario, excepto el grado de director nacional bajo ciertas circunstancias, ya que es imperativo que se cuente con los requisitos consignados en las normativas institucionales y la confianza del Presidente de la República. La designación del director nacional recae en el jefe de Estado, quedando a su criterio el nombramiento de un oficial penitenciario de línea o un profesional que posea una carrera universitaria de a lo menos ocho semestres de duración, y que acredite una experiencia no inferior a cinco años en el sector público o privado. 
Grado
Oficiales Directivos
- Director Nacional (designado por el Presidente de la República)[5]
- Subdirector Operativo (oficial penitenciario segundo al mando en jerarquía de la institución)

Oficiales Superiores
- Coronel

Oficiales Jefes
- Teniente coronel
- Mayor

Oficiales Subalternos
- Capitán
- Teniente 1°
- Teniente 2°
- Subteniente

Alumno de la Escuela de Oficiales de Gendarmería
- Aspirante a Oficial

| Tenida                   | Alto Mando        | Alto Mando            | Oficial Superior | Oficial Jefe     | Oficial Jefe | Oficial Subalterno | Oficial Subalterno | Oficial Subalterno | Oficial Subalterno | Oficial Alumno      | Oficial Alumno | Oficial Alumno | Oficial Alumno | Oficial Alumno |
| Blusa                    |                   |                       |                  |                  |              |                    |                    |                    |                    |                     |                |                |                |                |
| Camisa Impermeable Parka |                   |                       |                  |                  |              |                    |                    |                    |                    |                     |                |                |                |                |
| Régimen Interno          |                   |                       |                  |                  |              |                    |                    |                    |                    |                     |                |                |                |                |
| Grado                    | Director nacional | Subdirector operativo | Coronel          | Teniente coronel | Mayor        | Capitán            | Teniente 1°        | Teniente 2°        | Subteniente        | Aspirante a oficial |                |                |                |                |
| Abreviatura              | DIREC NAC         | SDO                   | CRNL             | TTE CRNL         | MAY          | CAP                | TTE 1°             | TTE 2°             | SUB TTE            | A.A.O.O             |                |                |                |                |

## Planta II de Suboficiales y Gendarmes

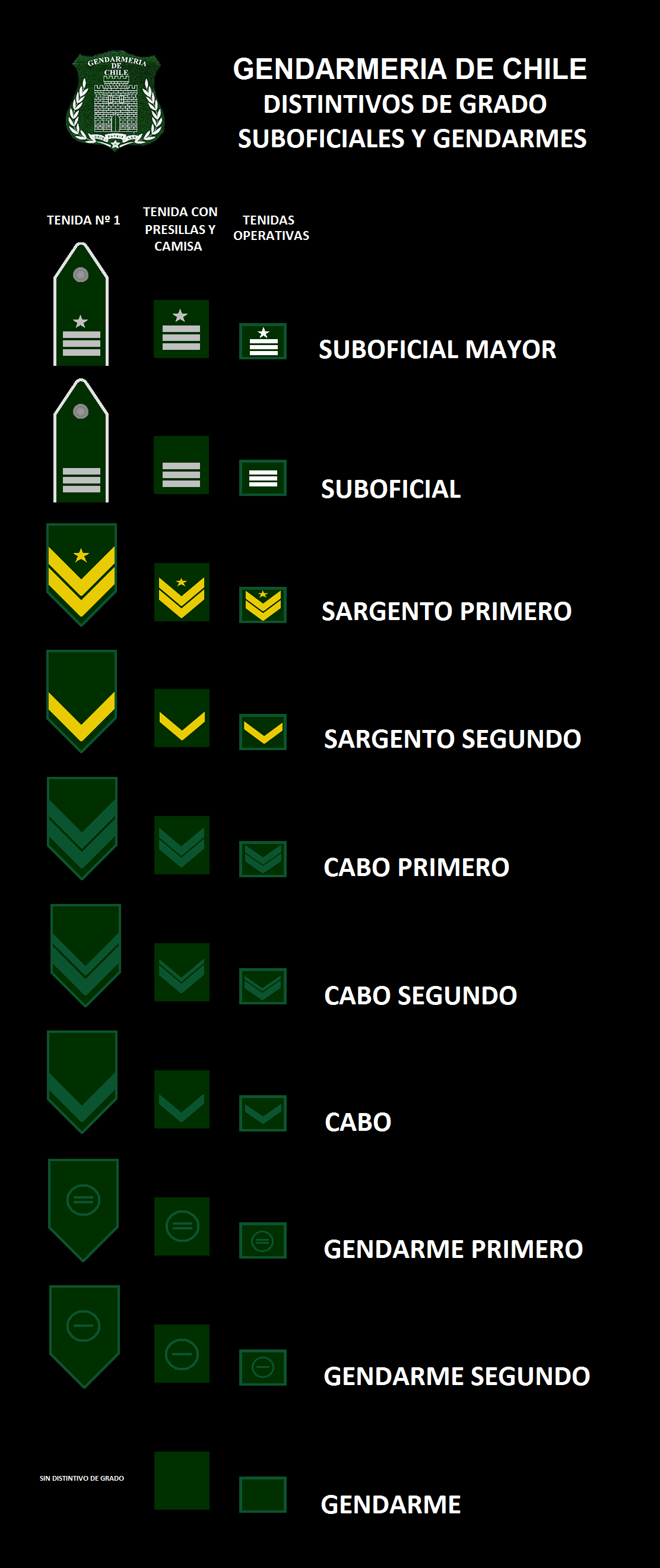
Distintivos de grados de los Suboficiales y Gendarmes.

Corresponde a los funcionarios que han cursado y aprobado la malla curricular impartida por la Escuela de Formación Penitenciaria Gendarme Alex Villagran Pañinao (Esforpen) para la carrera de Suboficiales de Gendarmería de Chile.
Suboficial mayor
- Suboficial mayor

Suboficiales
- Suboficial
- Sargento 1°
- Sargento 2°

Clases
- Cabo 1.º
- Cabo 2.º
- Cabo

Gendarmes
- Gendarme 1°
- Gendarme 2°
- Gendarme

Alumno Escuela de Formación Penitenciaria
- Gendarme Alumno

| Tenida                   | Suboficial Mayor | Suboficiales | Suboficiales | Suboficiales | Clases  | Clases  | Clases | Gendarmes   | Gendarmes   | Gendarmes | Gendarme Alumno |
| Blusa                    |                  |              |              |              |         |         |        |             |             |           |                 |
| Camisa Impermeable Parka |                  |              |              |              |         |         |        |             |             |           |                 |
| Régimen Interno          |                  |              |              |              |         |         |        |             |             |           |                 |
| Grado                    | Suboficial Mayor | Suboficial   | Sargento 1°  | Sargento 2°  | Cabo 1º | Cabo 2º | Cabo   | Gendarme 1° | Gendarme 2° | Gendarme  | Gendarme Alumno |
| Abreviatura              | SOM              | SOF          | SGTO 1°      | SGTO 2°      | CBO 1°  | CBO 2°  | CBO    | GDME 1°     | GDME 2°     | GDME      | G.G.A.A         |

## Planta III de directivos, profesionales, técnicos y administrativos (personal no uniformado)
Corresponde a los funcionarios que cumplen labores relativas a su especialidad, ya sea en cargos de jefaturas de departamentos, subdepartamentos o secciones (planta de directivos), o en el pleno ejercicio de las profesiones (planta de profesionales). En este último caso, dicha labor se concentra en la atención especializada de la población penal, que cumple condenas en régimen cerrado o régimen abierto. Los requisitos de incorporación para planta de directivos y de profesionales exigen la posesión de un título profesional habilitante para la correspondiente función. Para la planta de técnicos, es requisito la certificación de este nivel formativo, y para la planta de administrativos, se hace requisito la enseñanza media cumplida. Las funciones de las personas adscritas a esta planta III son desarrolladas tanto en unidades penales como en centros de reinserción social, centros de educación y trabajo, patronatos locales de reos, direcciones regionales y dirección nacional.
Este estamento cuenta con personal de planta (834), que se encuentra adscrito al mismo régimen profesional que los funcionarios de las plantas I y II, y los asimilados a grados en calidad de contrata (2166), con renovación anual y sistema profesional regular.